# Natalja Wassiljewna Lebedewa
Natalja Wassiljewna Lebedewa (russisch Наталья Васильевна Лебедева, engl. Transkription Natalya Lebedeva; * 24. August 1949 in Moskau) ist eine ehemalige sowjetische Hürdenläuferin, deren Spezialstrecke die 100-Meter-Distanz war.
1974 wurde sie Siebte bei den Leichtathletik-Europameisterschaften in Rom. 1976 gewann sie bei den Olympischen Spielen in Montreal die Bronzemedaille  hinter Johanna Schaller aus der DDR und ihrer Landsfrau Tatjana Anissimowa.